# فانی چالکیا
فانی چالکیا (یونانی: Φανή Χαλκιά؛ زادهٔ ۲ فوریهٔ ۱۹۷۹) دونده زن اهل یونان بود. از افتخارات وی میتوان به کسب مدال طلا ۴۰۰ متر با مانع در بازی‌های المپیک تابستانی ۲۰۰۴ اشاره کرد.